# تسونا، تبت
تْسونا (به لاتین: Cona) یک شهر در سطح شهرستان در چین است که تابع مدیریت شهر لهوکا قرار دارد.